# ETPFest
 (janvier 2024).
Si vous disposez d'ouvrages ou d'articles de référence ou si vous connaissez des sites web de qualité traitant du thème abordé ici, merci de compléter l'article en donnant les références utiles à sa vérifiabilité et en les liant à la section « Notes et références ».
 (janvier 2024).
L'ETPFest (abréviation de Eerie Taiji People Festival) est l'un des plus importants festivals de rock de Corée du Sud.
Lancé en 2001 par la star coréenne Seo Tai-ji, l'ETPFest est un événement où figurent des groupes venant des États-Unis, de Corée du Sud et du Japon. Seo Tai-ji aimerait en faire le « meilleur festival international de rock du XXIe siècle ». 

## 2001
- Seo Tai-ji

## 2002

### Japon
- hide
- RIZE
- DopeHEADz
- 45RPM

### Corée du Sud
- Seo Tai-ji
- Nell
- PiA
- TransFixion
- Schizo
- Diablo
- YG Family
- Skrape
- T.A-Copy
- LeeSsang

### États-Unis
- Tommy Lee

## 2004

### Japon
- PE'Z

### Corée du Sud
- Seo Tai-ji
- PiA
- GUMX

### États-Unis
- Hoobastank
- Zebrahead
- Christopher Taylor Band

## 2008

### Japon
- Dragon Ash
- Maximum the Hormone
- Shinichi Osawa (Mondo Grosso)
- YAMAARASHI
- Monkey Magik
- Daishi Dance

### Corée du Sud
- Seo Tai-ji
- Epik High
- PiA
- Vanilla Unity
- Crying Nut
- MOT
- Clazziquai Project
- Sugar Donut
- Dr. Core 911
- TransFixion
- Swimming Fish
- Diablo
- Schizo

### États-Unis
- Marilyn Manson
- The Used
- Death Cab For Cutie